# Media Composer
Media Composer bezeichnet ein professionelles, soft- und hardwarebasiertes Programm der Firma Avid für die Nachbearbeitung, insbesondere das Schneiden von Videoaufnahmen in der Fernseh- und Videoproduktion. Es ermöglicht nicht-linearen Videoschnitt (NLE) und ist für die Fernsehnormen PAL und NTSC ausgelegt. Die Schwester-Applikation für die Spielfilm-Nachbearbeitung heißt Film Composer, die nativ mit 24-Hertz-Material umgehen kann. Beide Systeme sind weltweiter Industriestandard.
Das Wort Avid wird sehr oft als eine Synonymie für Produkte der Media Composer-Familie gebraucht.

## Geschichte
Anfang der 1990er Jahre wurde das erste non-lineare System auf Basis der Apple Macintosh-Plattform und TrueVisions NuVista-Hardware entwickelt. Diese Lösung ermöglichte es erstmals, effektiv Video- und Audiomaterial auf einem Computer nachzubearbeiten. Zu dieser Zeit setzte jedoch die technische Entwicklung der Hardware die Grenzen. Um dennoch eine Bearbeitung zu ermöglichen, setzte man auf verlustbehaftete Kompression der Videodaten. Daher war zunächst nur Offline-Editing möglich. Das Online-Editing erfolgte anschließend an linearen Systemen oder am klassischen Schneidetisch mit Hilfe einer Edit Decision List (EDL).
Mit Version 6.1 wurde das Avid Broadcast Video Board (ABVB) eingeführt. Die damit erreichbare beste Auflösung AVR 77 wurde von Fernsehsendern allgemein akzeptiert, obwohl sie dynamisch komprimiert und maximal den Faktor 2/1 erreicht hat.
Mit der Version 8 wurde die Meridien-Hardware eingeführt, die das Bearbeiten von unkomprimierten SD-Signalen ermöglichte.
2003 wurde die Meridien-Hardware durch die DNA-Hardware (DNA = Digital Nonlinear Accelerator) abgelöst, die über FireWire angeschlossen wird, und dazu die Version 1 des Media Composer HD vorgestellt. Damit wurde auch die eingeschränkte Bearbeitung von HD-Formaten möglich.
2008 wurde mit der Version 3 der Media Composer HD Software die DX-Hardware vorgestellt, welche über ein PCIe Host Interface Board angeschlossen wird. Mit dieser Hardware ist auch die Bearbeitung von unkomprimierten HD-Formaten möglich. Im Sommer 2010 erschien die Version 5, die entweder mit der im unteren Preissegment angesiedelten Mojo-Hardware oder der professionellen, aber erheblich teureren Nitris-DX-Hardware betrieben wird. Der Media Composer 5 unterstützt den Import aller aktuellen hochauflösenden Videoformate. Als systemeigener Codec kommt Avid DNxHD zum Einsatz.

## Bedienung
Es wird oft eine spezielle Tastatur mit farbigen Tasten benutzt, wobei verschiedene Farben die einzelnen Funktionsgruppen unterscheiden. Die Bild- und Tondaten sind im System so organisiert, dass auch bei großen Datenmengen ein sicheres Arbeiten möglich ist. Für den Einsatz in Rundfunkanstalten stehen Netzwerk-Lösungen zur Verfügung, die es ermöglichen, auf das Videomaterial auch von mehreren Arbeitsplätzen aus zuzugreifen. Das effektive Arbeiten mit einem Schnittsystem von Avid ist in der Regel erst nach einer Einarbeitungszeit gegeben, deren Dauer von den Vorkenntnissen des Nutzers abhängig ist. Mehrere Drittanbieter stellen Plugins zur Verfügung, mit denen die Möglichkeiten im Effekt- und Compositingbereich erweitert werden.

## Alternativen
- Edius von Grass Valley (Technicolor)
- Final Cut Pro
- Lightworks
- Adobe Premiere
- Adobe After Effects
- Vegas Pro
- Media 100
- Cinelerra-GG Infinity (Linux, open source)
- DaVinci Resolve